# Сифака Кокереля
Сифака Кокереля, или ореховый сифака(лат. Propithecus coquereli) — вид приматов из семейства индриевых, эндемик Мадагаскара. Ранее считался подвидом хохлатого индри, в настоящее время выделен в отдельный вид. Назван в честь французского натуралиста Шарля Кокереля (1822—1867).

## Описание
Шерсть на спине и на хвосте белая, на груди и конечностях красно-коричневые пятна. Шерсть густая. Лицо безволосое, за исключением пятна светлой шерсти вокруг носа, кожа на лице чёрного цвета. Уши также безволосые, чёрные. Цвет глаз жёлтый или оранжевый. Нижняя часть конечностей этого лемура чёрная, тогда как верхняя часть и грудь шоколадно-коричневая. Зубы образуют зубную гребёнку, используемую при груминге и для очищения фруктов от кожуры.

## Распространение

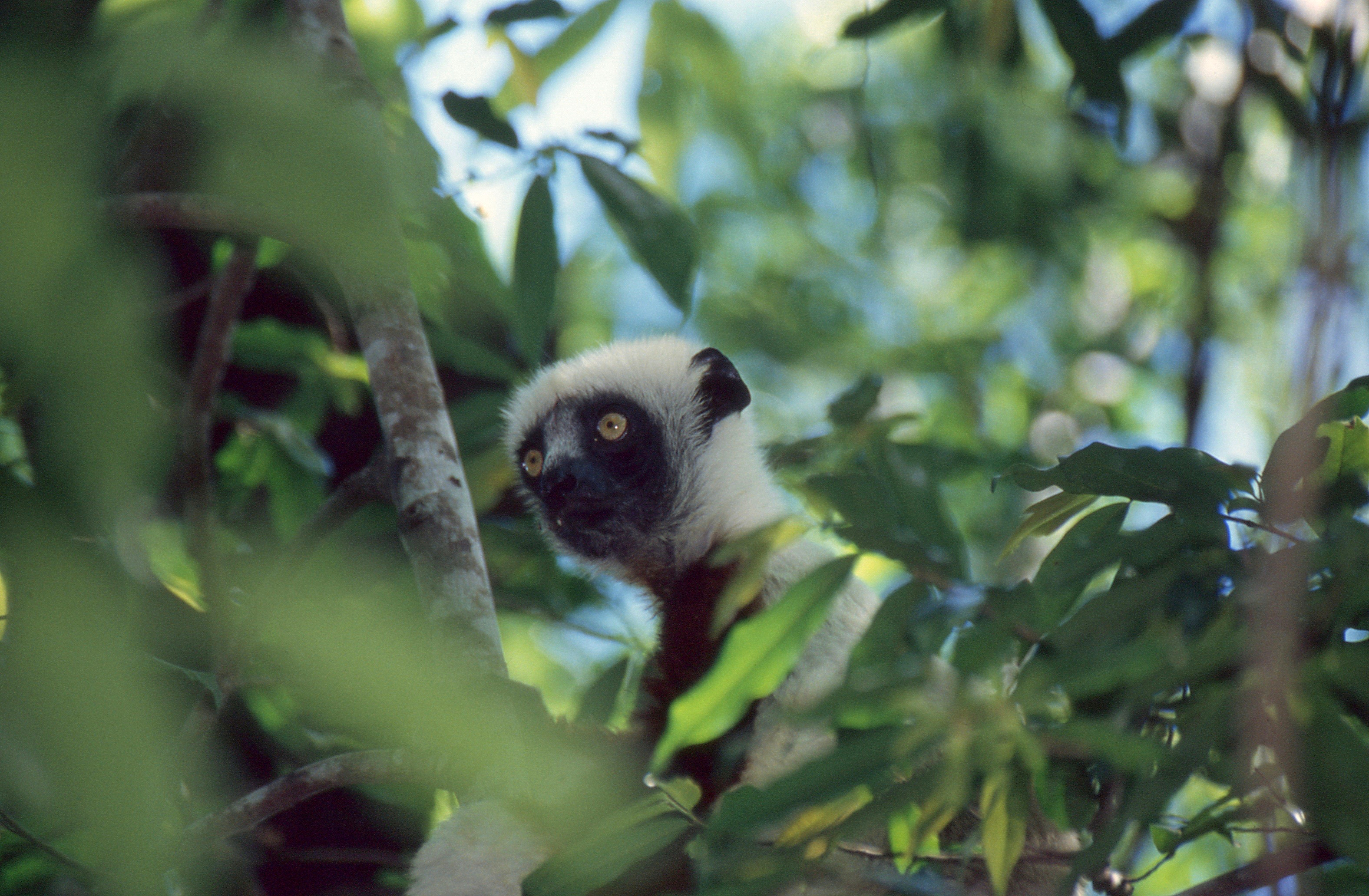
Сифака Кокереля в национальном парке Анкарафанцика

Представители вида встречаются на высоте не более 100 метров над уровнем моря в сухих листопадных лесах на северо-западе Мадагаскара, включая прибрежную часть острова. Ареал на юге простирается до реки Бецибука, на севере — до реки Маэварану. Обширные исследования, проведённые в 2009—2011 годах показали, что эти лемуры населяют большинство лесных фрагментов между этими двумя реками. Восточная граница ареала изучена плохо, в южной же части возможно появление этих лемуров в междуречье рек Бецибука и Бемариву. Группы P. coquereli занимают площадь от 4 до 9 гектар. Исследования, проведённые в 2014 году в нациаональном парке Анкарафанцика, показали, что плотность популяции варьируется от 5 до 100 особей на км², будучи наименьшей у дорог и наибольшей вдоль рек. Всего в этом национальном парке может обитать до 47 тысяч особей.

## Поведение
Большую часть времени проводит на площади всего в 2—3 га, при этом территория группы может быть 3—8 га. Территории различных групп могут перекрываться, при этом случаи агрессии редки. Во главе группы стоит доминантная самка, при этом практически всегда самки стоят выше во внутригрупповой иерархии. Распространена полиандрия: самка может встречаться с одним самцом, однако чаще у самки несколько брачных партнёров, иногда также из соседних групп. Эструс у самок наблюдается в январе и феврале, детёныши появляются на свет в июне или июле после беременности, которая длится в среднем 162 дня. Новорождённые детёныши весят около 100 грамм и становятся независимыми от матери к возрасту 6 месяцев. Половой зрелости достигают в возрасте от 2 до 3 лет. Для общения использует различные визуальные и голосовые сигналы. Само слово «сифака» происходит от звуков, издаваемых этими животными в малагасийской интерпретации «сиф-аук»

## Рацион
Рацион зависит от сезона. Во время влажного сезона в питается в основном молодыми листьями, цветами, фруктами, корой деревьев, во время сухого сезона — зрелые листья и почки. В рационе растения примерно 100 различных видов. Поскольку рацион содержит большое количество целлюлозы, слепая кишка увеличена, а пищеварительный тракт очень длинный. На поиск и приём пищи уходит около 30—40 % времени.

## Статус популяции
Международный союз охраны природы присвоил этому виду охранный статус «вымирающий» (англ. Endangered). Несмотря на то, что ареал достаточно большой, эти приматы встречаются только в двух защищённых природных районах Мадагаскара — в национальном парке Анкарафанцика и заповеднике Бора. Главные угрозы популяции — разрушение среды обитания и охота ради мяса.